# Mouvement métaboliste (architecture)
Pour les articles homonymes, voir Métabolisme (homonymie).
 (février 2021).
Si vous disposez d'ouvrages ou d'articles de référence ou si vous connaissez des sites web de qualité traitant du thème abordé ici, merci de compléter l'article en donnant les références utiles à sa vérifiabilité et en les liant à la section « Notes et références ».

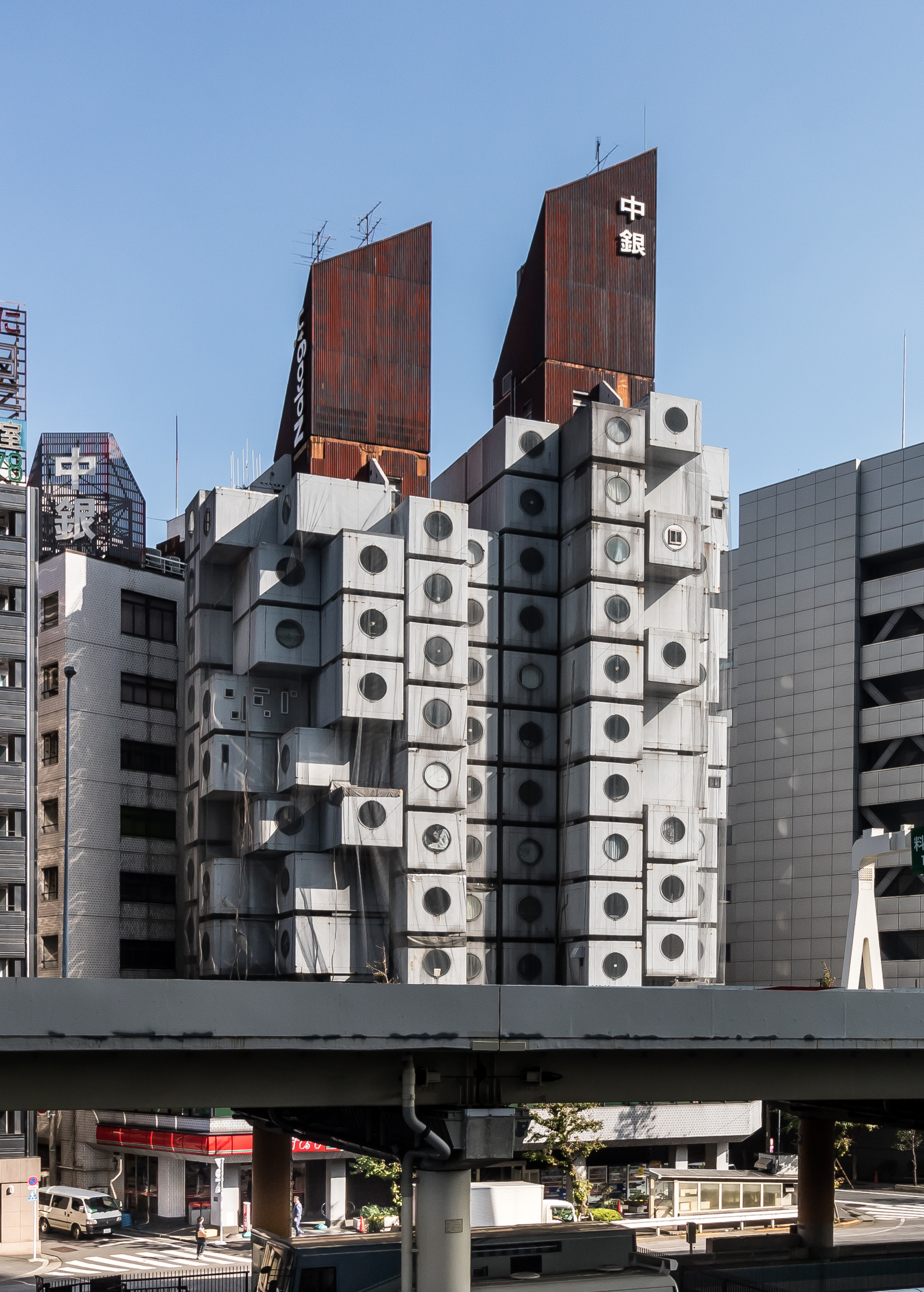
Le Nakagin Capsule Tower à Tokyo, avec des petits modules habitables (capsules) fixés à une tour centrale en béton armé

Le mouvement métaboliste (新陳代謝, shinchintaisha), également appelé le métabolisme, est un mouvement d'architecture originaire du Japon de l'après-guerre, qui met en rapport les mégastructures avec les principes biologiques de la croissance. Ses fondements théoriques sont premièrement exposées au cours du CIAM de 1959 et puis testées par les étudiants de Kenzo Tange au MIT.

## Historique
En 1959, un groupe d'urbanistes et architectes japonais s'unirent et formèrent le Mouvement métaboliste. Leur vision de la ville du futur, habitée par une société de masse, offrait la particularité de s'étendre sur une large échelle, d'être flexible et d'avoir une structure extensible rendant possible une croissance organique. Ils furent influencés par les idées et les dessins d'Archigram ainsi que l'essai de Fumihiko Maki sur les Collective Form de juin 1964.
Selon eux, les lois traditionnelles régissant la forme et la fonction étaient obsolètes. Ils croyaient que les lois de l'espace et la transformation fonctionnelle contenaient le futur de la société et de la culture.
Divers projets se sont rendus célèbres par leur côté spectaculaire comme la ville flottant sur la mer (le projet Unabara), la ville-tour de Kiyonori Kikutake, la ville-mur, la ville agricole et la ville en hélice (Helix City) de Kisho Kurokawa[réf. souhaitée]. Les réalisations les plus marquantes sont la Nakagin Capsule Tower de Kisho Kurokawa, la Flamme de la Paix du Parc du Mémorial de la Paix de Hiroshima et le Gymnase olympique de Yoyogi de Kenzō Tange.
D'autres bâtiments marquants sont la Maison de la culture de Yamanashi (山梨文化会館, Yamanashi Broadcasting and Press Centre en anglais), l'Ambassade du Koweït à Tokyo (駐日クウェート大使館) ou encore la Maison de la presse et de la radio de Shizuoka (静岡新聞・静岡放送東京支社ビル) de Kenzō Tange, le Kyoto International Conference Center de Sachio Ōtani, le Tōkōen (東光園), le bâtiment administratif du sanctuaire d'Izumo (démoli en 2016), la salle polyvalente de Miyakonojō (都城市民会館, démolie en 2019) et la Sky House de Kiyonori Kikutake, l'immeuble Noa de Seiichi Shirai ou encore la K-House de Kishō Kurokawa.
Métabolistes japonais :
- Vivre dans une capsule (Akira Shibuya 1966, Yuji Watanabe 1967, Kishō Kurokawa 1970-72)
- Méga projet urbain pour Tōkyō (Kenzo Tange et Kiyonori Kikutake 1960)

Inspirateurs occidentaux :
- Habitat 67 à Montréal (Moshe Safdie 1967)
- Ville entonnoir 'Intrapolis' (Walter Jonas 1960)
- Villes spatiales (Yona Friedman 1959-63)
- Sur-construire la ville de Ragnitz (Günther Domenig 1963-69)
- Swimming Hotel Kairo (Justus Dahinden 1972)
- Akro-Polis cité de repos (Justus Dahinden 1974)
- Cité de repos Kiryat Ono près de Tel Aviv (Justus Dahinden 1984)
- Cité du Sart St Nicolas à Charleroi (Belgique), une cité en métal, vue comme un mécano à construire ou déconstruire suivant les nécessités des familles

La rencontre du pop et de la machine : Archigram :
- Plug-in-City, Living Pod et Capsule Tower (Peter Cook 1964-66)
- Walking City et Instant City (Ron Herron 1964-70)
- Trickling Towers et Layer City (Peter Cook 1978-82)